# トムソンガゼル
トムソンガゼル（学名：Gazella thomsonii）は、哺乳綱ウシ目（偶蹄目）ウシ科ガゼル属に分類される偶蹄類。

## 分布
G. t. thomsonii　キリマンジャロトムソンガゼル
ケニア、タンザニアのキリマンジャロ周辺
G. t. albonotata　モンガラトムソンガゼル
スーダン南部
G. t. nasalis　ニアンザトムソンガゼル
ケニア東部、タンザニア北部

## 形態
体長80-110センチメートル。尾長25-43センチメートル。肩高55-65センチメートル。背面の毛衣は淡褐色や淡黄褐色、腹面の毛衣は白い。眼から鼻孔にかけて白く縁取られた黒褐色の斑紋（顔側線）が入る。体側面や大腿部に黒褐色の帯模様が入る。
雌雄共に基部から後方へわずかに湾曲し、先端が上方に向かう角がある。角長オス25-43センチメートル、メス7-15センチメートル。角の断面は細長い卵型で、角の表面には15-18個の節がある。
G. t. thomsonii　キリマンジャロトムソンガゼル
額から鼻面にかけての毛衣は淡赤褐色で、鼻に黒い斑紋が入る。角の先端が内側へ向かわない。
G. t. albonotata　モンガラトムソンガゼル
額から鼻面にかけての毛衣は暗赤褐色。角の先端が内側へ向かう。
G. t. nasalis　ニアンザトムソンガゼル
鼻に黒い斑紋が入らない。

## 分類
- Gazella thomsonii thomsonii　Günther, 1884　キリマンジャロトムソンガゼル
- Gazella thomsonii albonotata　Rothschild, 1903　モンガラトムソンガゼル
- Gazella thomsonii nasalis　Lönnberg, 1908　ニアンザトムソンガゼル

## 生態
藪地がまばらにある草原に生息する。乾季は数百頭からなる大規模な群れを形成し、雨期になるとオスと数十頭までのメスからなる群れに分散する。
食性は植物食で、主に草（イネ科）を食べる。
繁殖形態は胎生。妊娠期間は約188日。1回に1頭の幼獣を産む。